# (5775) Inuyama
(5775) Inuyama (1989 SP) – planetoida z pasa głównego asteroid okrążająca Słońce w ciągu 4,12 lat w średniej odległości 2,57 j.a. Odkryta 29 września 1989 roku.